# 1843 в Україні

## Особи

### Народились
- 25 лютого, Вербицький Микола Андрійович (1943—1909) — український письменник, громадський діяч, журналіст, педагог.
- 2 березня, Мацієвич Лев Степанович (1843—1915) — український бібліофіл, джерелознавець, історик, літературознавець.
- 23 березня, Целевич Юліан Андрійович (1843—1892) — галицький педагог, історик, просвітницький діяч, культурно-громадський подвижник українського духовного відродження другої половини XIX століття. Голова НТШ.
- 30 березня, Станюкович Костянтин Михайлович (1843—1903) — російський письменник, відомий творами на теми із життя військово-морського флоту.
- 2 квітня, Зигмунт Радзимінський (1843—1928) — польський історик, археолог, генеалог та геральдик.
- 16 квітня, Алчевська Христина Данилівна (1843—1920) — український педагог, організатор народної освіти.
- 27 травня, Самоквасов Дмитро Якович (1843—1911) — археолог та історик права, професор російського права Варшавського і Московського університетів.
- 29 травня, Герасимович Микола (1843—1917) — посол Галицького сейму, президент сенату найвищого касаційного трибуналу Австро-Угорщини.
- 29 травня, Владислав Лозинський (1843—1913) — польський історик, дослідник культури, мистецтвознавець, журналіст, публіцист, письменник, колекціонер творів мистецтва, науковий секретар Оссоленіуму, шляхтич, політик-консерватор. Посол Райхсрату Австро-Угорщини.
- 1 червня, Бобрецький Микола Васильович (1843—1907) — український зоолог, учень О. О. Ковалевського, заслужений професор Київського університету.
- 24 серпня, Стахевич Сергій Григорович (1843—1918) — російський революціонер, член організації «Земля і Воля».
- 25 вересня, Гродеков Микола Іванович (1843—1913) — російський воєначальник і державний діяч, військовий губернатор Сирдар'їнської області, Приамурський і Туркестанський генерал-губернатор, генерал від інфантерії.
- 24 жовтня, Генріх Семирадський (1843—1902) — український і польський художник, представник пізнього монументального академізму.
- 25 жовтня, Тадеуш Романович (1843—1903) — польський публіцист, економіст, член національної організації в Галичині, один з керівників Січневого повстання 1863 року.
- 1 листопада, Биков Петро Васильович (1843—1930) — російський перекладач, письменник, бібліограф, мемуарист.
- 28 листопада, Косач Григорій Антонович (1843 — після 1907) — член родини Косачів, дядько Лариси Петрівни Косач (Лесі Українки) — рідний брат її батька.
- 23 грудня, Петрункевич Іван Ілліч (1843—1928) — державно-політичний діяч Російської імперії, великий землевласник.
- Бучацький Лонгин Хрисантович (1843—1896) — інженер, добрий актор-аматор, один з перших і заслужених засновників театру «Руська бесіда».
- Гладишовський Омелян Антонович (1843—1917) — український лікар, громадський діяч (москвофіл). Доктор медицини.
- Келестин Костецький (1843—1919) — церковний діяч на Буковині, священик УГКЦ, парох у Чернівцях (з 1885 року), декан Буковинський, а від 1895 — декан Чернівецького деканату, митрат, почесний крилошанин, апостольський протонотар, почесний громадянин Скали-Подільської і Чернівців.
- Моленцький Антон Матвійович (1843—1874) — український актор, режисер і театральний діяч.
- Скальковський Костянтин Аполлонович (1843—1906) — російський адміністративний діяч, геолог і гірничий інженер, економіст, публіцист, театрознавець.
- Міхал Фехтер (1843—1908) — львівський інженер, архітектор. Брав участь у польському повстанні 1863 року.
- Яценко Олександр Степанович (1843—1897) — київський лікар-хірург, доктор медичних наук, доцент Київського університету, колезький радник.

### Померли
- 7 лютого, Лауб (Ляуб) Антон (1792—1843) — живописець, графік, літограф, колекціонер.
- 30 травня, Красовський Опанас Іванович (1781—1843) — військовий діяч, генерал-ад'ютант, член Військової ради, генерал від інфантерії.
- 20 серпня, Квітка-Основ'яненко Григорій Федорович (1778—1843) — український прозаїк, драматург, журналіст, літературний критик і культурно-громадський діяч. Засновник художньої прози та жанру соціально-побутової комедії в класичній українській літературі.
- 3 грудня, Лучкай Михайло Михайлович (1789—1843) — український закарпатський мовознавець, фольклорист та історик. Парох Ужгородського Свято-Преображенського храму.
- Вітгенштейн Петро Християнович (1769—1843) — генерал-фельдмаршал російської армії, прусський князь.
- Смицнюк Іван (1770—1843) — відставний солдат, захисник прав селян.
- Джорджо Торрічеллі (1800—1843) — архітектор, проектувальник і організатор містобудування в Північному Причорномор'ї.

## Засновані, створені
- Київська археографічна комісія
- Народна хорова капела «Дніпро»
- Червоний корпус КНУ
- Музей Одеського товариства історії та старожитностей
- Верхняцький цукровий завод
- Церква Перенесення мощей святого Миколая (Свидова)
- Церква святої Марії Магдалини (Біла Церква)
- Свято-Миколаївський храм (Люботин)
- Свято-Покровський храм (Ромашки)
- Церква Успіння Пресвятої Богородиці (Соколів)
- Церква Благовіщення Пресвятої Богородиці (Торське)
- Караїмське училище (Чуфут-Кале)
- Вілла «Постій»
- Святотроїцьке

## Видання, твори
- Молодик (альманах)